# Клуб монстрів
«Клуб монстрів» (англ. The Monster Club) — британський комедійний фільм жахів 1981 року.

## Сюжет
Вампір Ерасмус запрошує письменника Четвінд-Хейса в Клуб монстрів, де чудовиська розповідають йому три історії.
Перша розповідає про вампіра-перевертня Рейвена, який живе на самоті через своє каліцтво. Він наймає дівчину Анжелу Джонс, щоб вона описала всі його антикварні коштовності. Під час роботи Анжела закохується в Рейвена і погоджується вийти за нього заміж. Але коли той дізнається, що у неї вже є чоловік, і вона хоче його пограбувати, Рейвен задумує жахливу помсту.
У другій історії письменник Лінт Бусотскі розповідає про своє дитинство, коли він не знав, що його батько — справжнісінький вампір, за яким полюють спеціальні мисливці на вампірів під керівництвом священика Пікерінга.
Третя історія розповідає про режисера фільмів жахів Сема, який шукає місце для зйомок свого нового фільму. Він знаходить селище, в якому живуть упирі та монстри.

## У ролях
| Актор             | Роль                |
| ----------------- | ------------------- |
| Вінсент Прайс     | Ерасмус             |
| Дональд Плезенс   | Пікерінг            |
| Джон Керрадайн    | Р.Четвінд-Хейс      |
| Стюарт Вітман     | режисер Сем         |
| Річард Джонсон    | батько Бусотскі     |
| Барбара Келлерман | Анжела              |
| Брітт Екланд      | мати Бусотскі       |
| Саймон Ворд       | Джордж              |
| Ентоні Валентайн  | Муні                |
| Патрік Мегі       | батько Луни, шинкар |
| Ентоні Стіл       | Лінт Бусотскі       |
| Фран Фулленвідер  | Buxom Beauty        |
| Роджер Сломан     | секретар клубу      |
| Джеймс Лоренсон   | Рейвен              |
| Джеффрі Бейлдон   | психіатр            |
| Воррен Шеір       | Лінт, у дитинстві   |
| Ніл МакКарті      | Вотсон              |
| Леслі Данлоп      | Луна                |